# Итурраспе, Андер
А́ндер Итурра́спе Дертеано (исп. Ander Iturraspe Derteano, баскское произношение: [ander ituraspe], испанское произношение: [ˈandeɾ ituˈraspe]; 8 марта 1989, Абадиано) — испанский футболист, полузащитник.

## Карьера
На молодёжном уровне Итурраспе играл за «Матьену», «Атлетик Бильбао» и «Абадиано». С 2007 по 2008 год он на взрослом уровне выступал за «Басконию». В 2008 перешёл в резервную команду «Атлетика» — «Бильбао Атлетик». Там Aндеp сыграл 40 матчей и забил 1 гол. В чемпионате Испании дебютировал 14 сентября 2008 года, во встрече 2-го тура против «Малаги», выйдя в стартовом составе. На 77-й минуте его заменил Йон Велес. Всего в первом для себя сезоне в Ла Лиге Итурраспе провёл 4 матча. Первый гол за «Атлетик» Андер забил 28 августа 2011 года во 2-м туре Примеры в ворота «Райо Вальекано». В начале 2019 года было объявлено, что Итурраспе покинет «Атлетик» в конце сезона, когда закончится его контракт. В финальном домашнем матче клуба принимали участие как дань уважения ему, так и товарищам по команде с длительным прибыванием в клубе Микелю Рико и Маркелю Сусаэте, которые также уезжали в аналогичных обстоятельствах.
8 июля 2019 года Итурраспе подписал однолетний контракт с клубом «Эспаньол» в качестве свободного агента.

## Достижения
«Атлетик Бильбао»
- Финалист Лиги Европы: 2011/12
- Финалист Кубка Испании (3): 2008/09, 2011/12, 2014/15
- Финалист Суперкубка Испании: 2009